# Station Aš město
Station Aš město (Aš stad) is een spoorwegstation nabij het centrum van de Tsjechische stad Aš. Het station ligt aan spoorlijn 148, ongeveer 2 kilometer ten noorden van het hoofdstation van Aš. Het station wordt beheerd door de nationale spoorwegonderneming České dráhy in samenwerking met de Staatsorganisatie voor spoorweginfrastructuur (SŽDC).
Treinen pendelen over het algemeen elke twee uur tussen Aš město en het hoofdstation van Aš. 's Ochtends en 's avonds rijden enkele treinen door naar Cheb, en om 16:19 vertrekt hier dagelijks de enige trein die Hranice v Čechách aandoet.
Cheb ↔ Františkovy Lázně-Aquaforum ↔ Františkovy Lázně ( ↔ aftakking: Tršnice) ↔ Františkovy Lázně-Seníky ↔ Vojtanov obec ↔ Hazlov ↔ Aš ↔ Aš město ↔ Aš předměstí ↔ Štítary ↔ Podhradí ↔ Studánka ↔ Hranice v Čechách